# Never Forget
Never Forget, eller Mundu eftir mér, är en musiksingel från de isländska sångarna Gréta Salóme och Jónsi. Låten är skriven av Salóme själv.

## Eurovision
Den 11 februari 2012 vann den isländska versionen av låten, "Mundu eftir mér", Islands nationella uttagning till Eurovision Song Contest 2012 i Baku i Azerbajdzjan. Den 19 mars 2012 släpptes den officiella videon till låten, där det också presenterades att duon skulle framföra låten på engelska i Baku. Låten bytte därmed namn till "Never Forget". Samma dag släpptes den nya versionen som singel. Den 7 maj släpptes Never Forget, the Album digitalt, en EP som innehåller både "Never Forget", "Mundu eftir mér" och karaokeversionen av "Never Forget". På albumet fanns även låten "Heaven" som Jónsi framfört vid Eurovision Song Contest 2004 och "Aldrei sleppir mer" som Salóme skrivit till Söngvakeppni Sjónvarpsins 2012.
Låten framfördes i den första semifinalen den 22 maj 2012. Bidragets startnummer var 2. Det tog sig till finalen som hölls den 26 maj. I finalen hade bidraget startnummer 7 och kom därmed efter Ryssland och var före Cypern. Bidraget hamnade på 20:e plats med 46 poäng.

## Versioner
1. "Never Forget" – 3:00[4]
2. "Never Forget" (Karaokeversion) – 3:00[10]
3. "Mundu eftir mér" – 3:10[11]

## Listplaceringar
| Lista (2012) | Topplacering |
| ------------ | ------------ |
| Belgien      | 94           |
| Island       | 2            |